# Vördnad

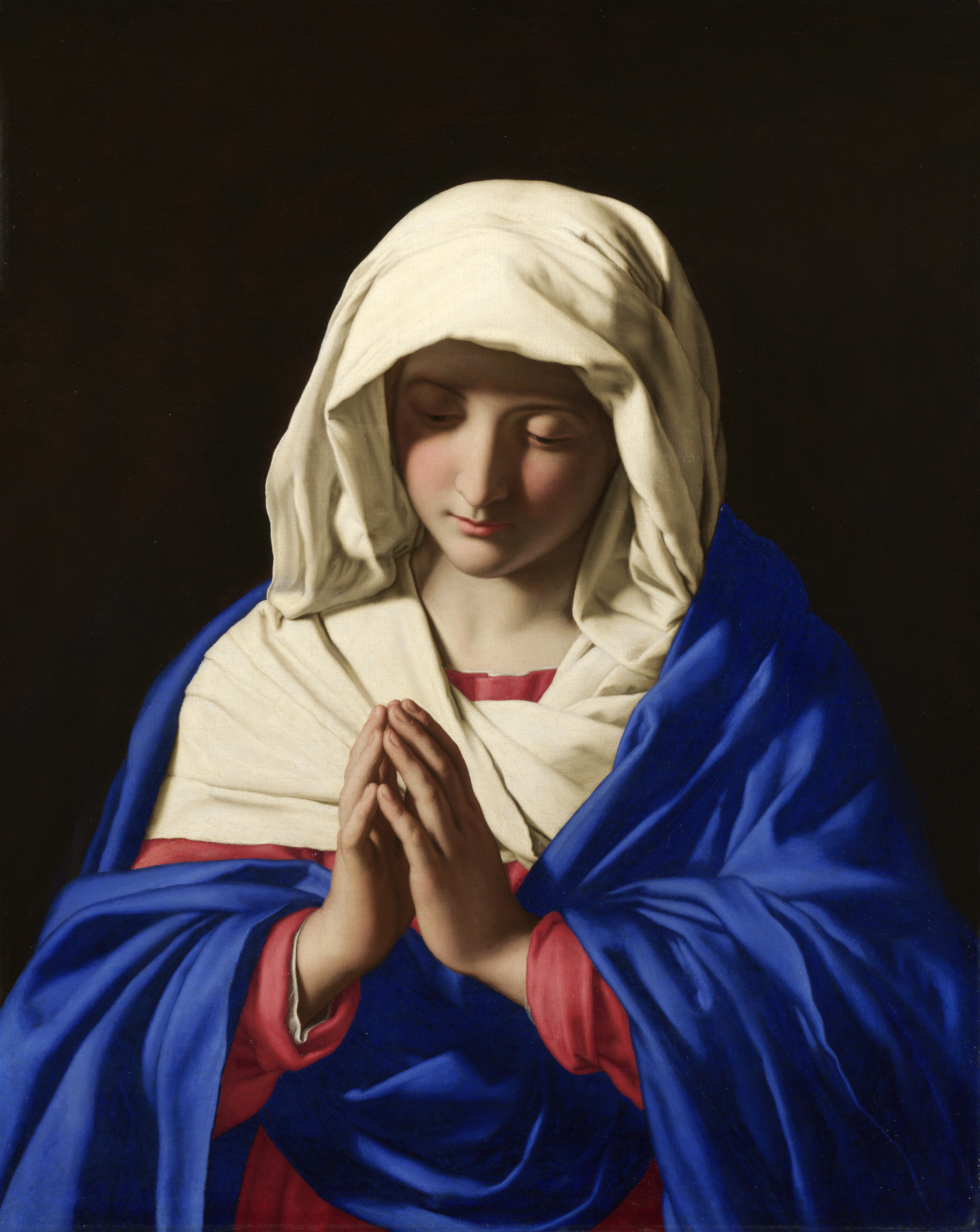
Jungfru Maria ägnas hyperdulia.

Vördnad innebär att man visar någon eller något aktning och respekt.

## Helgonvördnad
De helgon som finns inom den katolska, ortodoxa och anglo-katolska kyrkor tillbeds enligt respektive kyrkor inte, utan vördas. Endast Gud tillbeds och är därmed föremål för dyrkan, latria (grekiska: λατρεία). De troende kan be om helgonens förbön inför Gud. Helgonen tros således be för och med de troende, och helgonen ägnas därför vördnad, dulia (grekiska: δουλεία).
Jungfru Maria har inom katolska kyrkan en särställning bland helgonen och betygas därför med en särskild vördnad, hyperdulia (grekiska: ‘υπερδουλεια) i egenskap av den katolska doktrinen "Guds moder". Distinktionerna latria, hyperdulia och dulia formulerades under 200- och 300-talet, men de fastslogs i detalj först vid andra konciliet i Nicaea (787).